# Субп'ятре
Субп'ятре (рум. Subpiatră) — село у повіті Біхор в Румунії. Входить до складу комуни Цецкя.
Село розташоване на відстані 411 км на північний захід від Бухареста, 29 км на схід від Ораді, 102 км на захід від Клуж-Напоки.

## Населення
За даними перепису населення 2002 року у селі проживали 618 осіб.
Національний склад населення села:
| Національність | Кількість осіб | Відсоток |
| -------------- | -------------- | -------- |
| румуни         | 546            | 88,3%    |
| цигани         | 71             | 11,5%    |

Рідною мовою назвали:
| Мова      | Кількість осіб | Відсоток |
| --------- | -------------- | -------- |
| румунська | 546            | 88,3%    |
| циганська | 71             | 11,5%    |